# Send Me No Flowers
Send Me No Flowers is een Amerikaanse filmkomedie uit 1964 onder regie van Norman Jewison. Destijds werd de film in Nederland uitgebracht onder de titel Liever nog geen bloemen.

## Verhaal
Na een bezoekje bij zijn dokter, denkt George Kimball dat hij binnen twee weken zal doodgaan. Hij wil daarom een nieuwe man voor zijn vrouw Judy regelen, maar zij denkt dat het een laffe smoes is om haar te dumpen.

## Rolverdeling
| Acteur           | Personage           |
| ---------------- | ------------------- |
| Rock Hudson      | George Kimball      |
| Doris Day        | Judy Kimball        |
| Tony Randall     | Arnold Nash         |
| Paul Lynde       | Mijnheer Akins      |
| Hal March        | Winston Burr        |
| Edward Andrews   | Dr. Ralph Morrissey |
| Patricia Barry   | Linda Bullard       |
| Clint Walker     | Bert Power          |
| Clive Clerk      | Vito                |
| Dave Willock     | Ernie               |
| Aline Towne      | Cora                |
| Helene Winston   | Forens              |
| Christine Nelson | Verpleegster        |